# Ковач, Юрий Ильич
Ю́рий Ильи́ч Ко́вач (18 сентября 1958, Ленинград — 1 января 2015, Санкт-Петербург) — советский, российский актёр, каскадёр, постановщик трюков; кандидат в мастера спорта по автомобильным гонкам.

## Биография
Окончил Санкт-Петербургский торгово-экономический институт. В 1984 году окончил курс подготовки в студии каскадёров Николая Ващилина при киностудии «Ленфильм». С 1980-х годов работал в каскадёрском цехе «Ленфильма» в группах под руководством Николая Ващилина, Анатолия Ходюшина и Дмитрия Шулькина. В 1990-е годы в нескольких картинах выступал как постановщик трюков.
Член Союза кинематографистов России с 2009 года.

### Семья
Жена — Марина Ковач.

## Работы в кино
| Год       |     | Название                                                       | Роль                             |  |
| --------- | --- | -------------------------------------------------------------- | -------------------------------- |  |
| 1981      | ф   | Комендантский час                                              | каскадёр                         |  |
| 1985      | кор | Один за всех!                                                  | каскадёр                         |  |
| 1985      | ф   | Я любил вас больше жизни (азерб. Sizi dünyalar qədər sevirdim) | каскадёр                         |  |
| 1986      | ф   | Голова Горгоны                                                 | каскадёр; эпизод                 |  |
| 1987      | ф   | Железный дождь                                                 | каскадёр                         |  |
| 1991      | тф  | Крепкий мужик                                                  | каскадёр, постановщик трюков     |  |
| 1993      | ф   | Тюремный романс                                                | Имя персонажа не указано         |  |
| 1993      | ф   | Грех. История страсти                                          | каскадёр, эпизод                 |  |
| 1996      | ф   | Ермак                                                          | Имя персонажа не указано         |  |
| 2008      | ф   | Мамочка, я киллера люблю                                       | каскадёр                         |  |
| 2008—2008 | с   | Дорожный патруль-2 : Строительный бум, фильм 3-й               | эпизод                           |  |
| 2011      | ф   | Утомлённые солнцем 2: Цитадель                                 | каскадёр                         |  |
|           | ф   |                                                                | Оригинальное название неизвестно |  |